# Wiżajny
Wiżajny, (Litouws: Vižainis) is een dorp in het Poolse woiwodschap Podlachië, in het district Suwalski. De plaats maakt deel uit van de gemeente Wiżajny en telt 1000 inwoners.